# Daleny Vaughn
Daleny Vaughn (27 de marzo de 2001) es una deportista estadounidense que compite en ciclismo en la modalidad de BMX. Ganó una medalla de bronce en el Campeonato Mundial de Ciclismo BMX de 2024.

## Palmarés internacional
| Campeonato Mundial | Campeonato Mundial         | Campeonato Mundial | Campeonato Mundial |
| Año                | Lugar                      | Medalla            | Competición        |
| ------------------ | -------------------------- | ------------------ | ------------------ |
| 2024               | Rock Hill (Estados Unidos) | Medalla de bronce  | Carrera            |